# Albert Galloway Keller
Albert Galloway Keller (* 10. April 1874 in Springfield, Ohio; † 31. Oktober 1956) war ein US-amerikanischer Soziologe.
Er war eng mit der Yale University verbunden, wo er seinen Bachelor-Abschluss machte (1896) und promovierte (1899). Er war Schüler von William Graham Sumner. A. Galloway Keller lehrte an der Yale University von 1899 bis 1942, seit 1907 als Professor. In dieser Zeit war er unter anderem Lehrer von George P. Murdock.
Keller schrieb über Kolonialpolitik (Deutschland, Portugal u. a.), Wirtschaftsgeographie und Soziologie. Er war Herausgeber der Werke William Graham Sumners, die bei der Yale University Press in New Haven erschienen. Er ist auch Verfasser eines ethnographischen Fragebogens, der Queries in Ethnography (1903).

## Publikationen (Auswahl)
- The Beginnings of German Colonization, Yale Review, May 1901.
- The Colonial Policy of the Germans, Yale Review, February 1902.
- Homeric Society: A Sociological Study of the Iliad and the Odyssey, New York: Longmans, Green, and Company, 1902.
- Queries in Ethnography, New York: Longmans, Green, 1903. Digitalisat
- Notes on the Danish West Indies. In: Annals of the American Academy of Political and Social Science 22/1, 1903.
- Portuguese Colonization in Brazil, New Haven 1906.
- Colonization: A Study of the Founding of New Societies, Boston: Ginn & Company, 1908. Digitalisat (über die Kolonien der Chinesen, der Phönizier ..., der Portugiesen im Osten und in Brasilien, die Spanische Kolonisation, der Niederländer, moderne italienische und deutsche Kolonisation usw.)
- Race Distinction, New Haven: Department of Anthropology, Yale University, 1909.
- Physical and Commercial Geography: A Study of Certain Controlling Conditions of Commerce, with Herbert Ernest Gregory and Avard Longley Bishop, Boston: Ginn & Company, 1910.
- Commercial and Industrial Geography, with Avard Longley Bishop, Boston: Ginn & Company, 1912.
- Societal Evolution: A Study of the Evolutionary Basis of the Science of Society, New York: Macmillan Company, 1915
- Industry and Trade: Historical and Descriptive Account of Their Development in the United States, with Avery Longley Bishop, Boston: Ginn & Company, 1918.
- Through War to Peace: A Study of the Great War as an Incident in the Evolution of Society, New York: Macmillan Company, 1921.
- Starting Points in Social Science, Boston: Ginn & Company, 1925.
- Man's Rough Road: Backgrounds and Bearings From Mankind's Experience, New York: Frederick A. Stokes Company, 1932; acondensed edition of Sumner's, Keller's, and Davie's, The Science of Society; and Reminiscences (mainly personal) of William Graham Sumner; New Haven: Yale University Press, 1933.
- Brass Tacks, New York: Alfred A. Knopf, 1938.
- Net Impressions, New Haven: Yale University Press, 1942.
- A Byzantine admirer of ‘western’ progress: Cardinal Bessarion. In Cambridge Historical Journal 11 (1953–55), S. 343–348.